# Автошлях E233
Автошлях E233 — автомобільний європейський автомобільний маршрут категорії Б, що з'єднує Голландію та Німеччину, міста Хогевен і Бремен.

## Маршрут
- - E232 Хогевен
  -  Єммен
- - Твіст (Емсланд)
  - Меппен
  - Хазелюнне
  - Ленінг
  - Клоппенбург
  - E22 Бремен